# Strzelanina w Hamburgu
Strzelanina w Hamburgu – strzelanina, która miała miejsce w dniu 9 marca 2023 roku w Hamburgu w Niemczech. W jej wyniku zginęło 8 osób (w tym sprawca oraz nienarodzone dziecko), a 9 zostało rannych, w tym 4 krytycznie.

## Przebieg
Około 21:00, po zakończeniu zebrania religijnego w sali królestwa świadków Jehowy w dzielnicy Alsterdorf, uzbrojony sprawca siłą wtargnął do budynku i zaczął strzelać.
Po zakończeniu zebrania religijnego zboru „Hamburg-Winterhude” (do którego należało 67 członków), które trwało od 19:00 do 20:45, na parterze Sali Królestwa przebywało 36 osób (oprócz nich w czwartkowy wieczór 25 osób połączyło się poprzez łącza internetowe, zebranie zakończyło się o 20:45, po czym zakończono transmisję). Uczestnicy prowadzili jeszcze rozmowy oraz przygotowywali się do wyjścia.
Przebywający na zewnątrz budynku napastnik otworzył ogień do wyjeżdżającego pojazdu na parkingu około godziny 21:00. Sprawca najpierw oddał strzały do jednego z samochodów na parkingu przed budynkiem, ale prowadząca go kobieta, która po zakończeniu zebrania zmierzała do domu, zdołała zbiec, doznając lekkich obrażeń i niezwłocznie zgłosiła się na policję. W pojeździe znaleziono 10 dziur po kulach.
Potem oddał kolejne strzały przez okno sali na parterze. Następnie sprawca wszedł do budynku i zabił oraz zranił wiele osób.
Podczas zbrodni wystrzelił z dziewięciu magazynków po 15 naboi, co odpowiada 135 nabojom. W plecaku nosił ze sobą jeszcze 22 wypełnione magazynki, a przy sobie miał jeszcze dwa. Był przygotowany do oddania 585 strzałów.
Niektórzy z obecnych ochronili innych swoim ciałem, rzucając się na innych, sami ponosząc śmierć. Jeden ze świadków Jehowy zdążył przed zastrzeleniem wyłączyć światło, dzięki czemu uratował wielu obecnych.
Straż pożarna i policja otrzymały 47 telefonów alarmowych od godziny 21:04, o godzinie 21:08 na miejscu były pierwsze wozy policyjne i służby ratunkowe, a o 21:09 przybyła jednostka specjalna policji w Hamburgu, która znajdowała się w pobliżu. Policjanci weszli do budynku o godzinie 21:11. Sprawca uciekł na pierwsze piętro budynku, gdzie strzelił sobie w brzuch.
Rzecznik policji Holger Vehren powiedział, że sami policjanci nie oddali żadnego strzału. W sumie rozmieszczono 953 funkcjonariuszy policji, w tym 52 funkcjonariuszy policji federalnej i sił specjalnych ze Szlezwiku-Holsztynu. Ponieważ początkowo nie było wiadomo, czy sprawca jest jeden czy kilku, około godziny 22:30 wysłano ostrzeżenie SMS na telefony mieszkańców okolicy. Mówiło o „sytuacji zagrażającej życiu”.
Matthias Tresp, kierujący akcją, podkreślił, że szybka akcja policji uratowała życie wielu osób.

## Ofiary
Zastrzeleni przez sprawcę zostali 4 mężczyźni i dwie kobiety (oraz nienarodzona dziewczynka; 28 tydzień ciąży; matka przeżyła). Wszyscy należeli do wspólnoty religijnej Świadków Jehowy. Ofiary to obywatele i obywatelki Niemiec w wieku 23-60 lat. Wszyscy zginęli od postrzałów. Do liczby osób zabitych zalicza się również napastnika, który popełnił samobójstwo.
Dziewięć innych osób (dwie kobiety i siedmiu mężczyzn) zostało rannych (siedem z nich odniosło rany postrzałowe), z czego cztery znajdowały się w stanie krytycznym. Sześć z nich to Niemki. Siedmiu rannych to mieszkańcy Hamburga, a dwóch Szlezwiku-Holsztyna. Dwie ranne osoby pochodzą z Ukrainy, a jedna z Ugandy.

## Sprawca
Sprawca strzelaniny został zidentyfikowany jako 35-letni Philipp Fusz, który w przeszłości przez krótki okres (kilku miesięcy), był członkiem wspólnoty Świadków Jehowy, ale z niej wystąpił (odłączył się) ponad półtora roku przed strzelaniną; motywy jego działania pozostają nieznane
. Strona internetowa zarejestrowana na nazwisko mężczyzny podaje, że dorastał w „surowo religijnym ewangelickim domu” w bawarskim mieście Kempten.
Według policji w Hamburgu w styczniu 2023 roku otrzymali anonimowy list sugerujący sprawdzenie pozwolenia na posiadanie przez niego broni. 10 marca na specjalnej konferencji prasowej szef policji Ralf Martin Meyer oświadczył, że według treści listu mężczyzna miał zaburzenia psychiczne, ale unikał leczenia. Na początku lutego pracownicy wydziału broni przeprowadzili niezapowiedzianą kontrolę. Jednak nic nie wskazywało na problemy z przechowywaniem broni i amunicji. 
Stan psychiczny osoby kontrolowanej również nie martwił urzędników. Od 12 grudnia 2022 roku posiadał automatyczny pistolet. Jak poinformowała prokuratura, w mieszkaniu sprawcy policja znalazła również dużą ilość amunicji.

## Reakcje
Kanclerz Niemiec i były pierwszy burmistrz Hamburga, Olaf Scholz, mówił o „brutalnym akcie przemocy” i „złych wieściach z Hamburga”. Przyznał, że po tragicznych doniesieniach „odjęło mu mowę”.
Burmistrz Hamburga Peter Tschentscher wyraził najgłębsze współczucie rodzinom ofiar i określił doniesienia o incydencie jako „szokujące”. Senator ds. spraw wewnętrznych Hamburga, Andy Grote, nazwał to „najgorszą zbrodnią w najnowszej historii Hamburga”. Minister spraw wewnętrznych Nancy Faeser i prezydent federalny Frank-Walter Steinmeier również złożyli kondolencje ofiarom i ich rodzinom, jak zaznaczył, zareagował z wielkim przerażeniem na wiadomości z Hamburga. „Moje myśli są z ofiarami i ich rodzinami”. Przewodnicząca Bundestagu Bärbel Bas była „wstrząśnięta” „okrutnym aktem przemocy”. Myślami jest z ofiarami i ich rodzinami, podziękowała też służbom ratunkowym. Senator Hamburga, Katharina Fegebank napisała: „Jestem zszokowana strzelaniną w Groß Borstel, w której zginęło i zostało rannych kilka osób. Moje najgłębsze wyrazy współczucia kieruję do rodzin i przyjaciół ofiar”. Współczucie wyraziły również miejscowe drużyny piłkarskie FC St. Pauli oraz Hamburger SV. Przed meczem pomiędzy FC St. Pauli i SpVgg Greuther Fürth wszyscy obecni na stadionie minutą ciszy uczcili pamięć ofiar strzelaniny.
Fundacja Pamięci Pomordowanych Żydów Europy oraz Fundacja Arnold Liebster wyraziły głębokie współczucie. Oświadczając, że „zbrodnia w Hamburgu nie powinna być wykorzystywana do stronniczych relacji. Godność ofiar musi być zachowana (…). Zamordowani należeli do wspólnoty chrześcijańskiej Świadków Jehowy kochającej pokój, która była wielokrotnie atakowana i prześladowana w przeszłości i obecnie (…). Niedopuszczalne jest wykorzystywanie tej przerażającej zbrodni jako okazji do stronniczych relacji lub komentarzy na temat świadków Jehowy. Konieczne jest oczekiwanie na śledztwo i ochrona godności ofiar tej zbrodni. Wzywamy wszystkich obywateli, a zwłaszcza polityków i media, aby wywiązali się z historycznej odpowiedzialności Niemiec wobec świadków Jehowy, a nie tylko dzisiaj okazali solidarność z tą wspólnotą chrześcijańską”.
Organizacja pozarządowa Współpraca Stowarzyszeń i Osób na Rzecz Wolności Sumienia (Coordination des Associations et des Particuliers pour la Liberté de Conscience) wyraziła „smutek, wsparcie i solidarność”, dodając m.in.: „Jesteśmy świadomi, że cała wasza społeczność międzynarodowa jest zasmucona tą tragedią, która pozostanie w pamięci wszystkich ludzi. Szczególnie myślimy o dzieciach, które były obecne podczas tej tragedii naznaczonej przerażeniem i niezrozumieniem”.
Prezydent Francji Emmanuel Macron złożył kondolencje „niemieckim przyjaciołom”. Ylva Johansson, europejska komisarz do spraw wewnętrznych, podziękowała siłom policyjnym, które zareagowały szybko i z „niewiarygodną odwagą”.
Rząd Stanów Zjednoczonych również potępił ten czyn jako „bezsensowny akt przemocy”. Zamach potępił również rząd Zjednoczonych Emiratów Arabskich, Belgii, Kanady, Bahrajnu, Kataru, Kuwejtu, Jordanii, Azerbejdżanu, Grecji oraz Arabii Saudyjskiej. Kościoły katolicki i ewangelicki również złożyły kondolencje.
Świadkowie Jehowy na swojej stronie internetowej złożyli kondolencje rodzinom ofiar i naocznym świadkom, którzy przeżyli traumę.
Świadkowie Jehowy zdecydowali, że do czasu względnej stabilizacji sytuacji, zebrania religijne 47 zborów w Hamburgu (do których należy prawie 4000 świadków Jehowy), będą się odbywać przez kilka dni w formie wideokonferencji (bez osobistego udziału obecnych w Salach Królestwa). W niedzielny wieczór 12 marca odbyło się zebranie w formie wideokonferencji, w którym uczestniczyło około 1500 osób, w tym także część rannych przebywających w klinice.